# Kenneth Biller
Pour les articles homonymes, voir Biller (homonymie).
Kenneth Biller, connu aussi comme Ken Biller, est un producteur de télévision, réalisateur, scénariste, et monteur américain.

## Biographie
Kenneth Biller a travaillé sur un certain nombre d'émissions de télévision américaines, notamment Beverly Hills 90210, Star Trek: Voyager, Legend of the Seeker et Perception.